# Larentia xanthospila
Larentia xanthospila là một loài bướm đêm trong họ Geometridae.